# Acroglochin
Acroglochin es un género de fanerógamas  pertenecientes a la familia Amaranthaceae. Comprende 4 especies descritas y de estas, solo 2 aceptadas.

## Taxonomía
El género fue descrito por Heinrich Adolph Schrader y publicado en Mantissa 1: 69, 227. 1822. La especie tipo es: Acroglochin chenopodioides Schrad. 

## Especies
A continuación se brinda un listado de las especies del género Acroglochin aceptadas hasta octubre de 2011, ordenadas alfabéticamente. Para cada una se indica el nombre binomial seguido del autor, abreviado según las convenciones y usos.
- Acroglochin obtusifolia C.H.Blom
- Acroglochin persicarioides (Poir.) Moq.